# Spondyloenchondrodysplasie
Die Spondyloenchondrodysplasie (SPENCD) ist eine sehr seltene angeborene Skelettdysplasie mit Fehlbildungen der Wirbelkörper und Enchondromen.
Synonyme sind: Spondylometaphysäre Dysplasie mit enchondromatösen Veränderungen; Dysplasie, spondylometaphysäre - kombinierter Immundefekt; Roifman-Melamed-Syndrom; Enchondromatose Typ IV nach Spranger
Die Erstbeschreibung stammt aus dem Jahre 1976 durch den israelischen Radiologen Samuel Schorr und Mitarbeiter.
Die (veraltete) Namensbezeichnung bezieht sich auf eine Arbeit aus dem Jahre 2003 durch die kanadischen Ärzte Chaim M. Roifman und I Melamed.

## Verbreitung
Die Häufigkeit wird mit unter 1 zu 1.000.000 angegeben, die Vererbung erfolgt in den meisten Fällen autosomal-rezessiv. Es wurde auch über autosomal-dominante Vererbung berichtet.

## Ursache
Der Erkrankung liegen Mutationen im ACP5-Gen auf Chromosom 19 Genort p13.2 zugrunde.

## Klinische Erscheinungen
Klinische Kriterien sind:
- Kleinwuchs, besonders der Gliedmaßen
- Platyspondylie, oft dorsal, auch mit Strukturunregelmäßigkeiten
- verkürzte Röhrenknochen, verbreiterte Metaphysen, Aufhellungen auch in Diaphyse und Epiphyse sowie Beckenkamm, Schulterblatt und Brustbein
- oft kurzes Darmbein mit horizontal verlaufendem Pfannendach
- seltener Sklerose der Schädelbasis
- Enchondrome

Hinzu können neurologische Symptome, Idiopathische thrombozytopenische Purpura oder Lupus erythematodes kommen.

## Diagnose
Die Diagnose ergibt sich aus den klinischen und röntgenologischen Befunden.